# Кастро (Чиле)
Кастро (шп. Castro) је општина у Чилеу. По подацима са пописа из 2002. године број становника у месту је био 29.148.